# Precis milonia
Precis milonia är en fjärilsart som beskrevs av Felder 1867. Precis milonia ingår i släktet Precis och familjen praktfjärilar. Inga underarter finns listade i Catalogue of Life.